# Takbrytningsmetoden med igensättning
Takbrytningsmetoden med igensättning är en form av malmbrytning som har sitt ursprung i tysk gruvdrift. Den innebär att man sätter igen de utbrutna rummen med gråberg.
Första gången metoden användes i Sverige var i gruvan i Dalkarlsberg där det visade sig 1867 att de 672 nedsatta stockarna inte förmådde hålla tillbaka berget utan bergbandet ramlade ned varefter gruvan blev otillgänglig. Dessa svåra problem med det mycket lösa berget som inte kunde hållas tillbaka ens med de mest dyrbara och omsorgsfulla förtimringar ledde till att gruvdisponenten Gustaf N.E. Bratt år 1869 beslutade att införa denna tyska brytningsmetod kallad takbrytning med igensättning. Detta var första gången denna metod användes i någon svensk järnmalmsgruva.